# Sanções internacionais
Sanções internacionais são ações tomadas pelos países contra  outros por razões políticas, de modo unilateral ou multilateralmente.
Nas relações internacionais, as sanções são dispositivos usados pelas nações e as agências multilaterais usam para influenciar ou punir outras nações ou agentes não estatais. Usualmente, as sanções são de natureza econômica, mas também podem implicar consequências diplomáticas ou militares. As sanções podem ser unilaterais, o que significa que são impostas apenas por uma nação, ou multilaterais, o que significa que um bloco de nações impõe as penalidades.

## Tipos

### Sanções diplomáticas
Sanções diplomáticas são medidas políticas tomadas para expressar desaprovação ou descontentamento com uma determinada ação, através de meios diplomáticos e políticos, não afetando, a princípio, as relações econômicas ou militares entre os países. As medidas incluem redução ou remoção de laços diplomáticos, com limitações ou cancelamentos de visitas governamentais de alto nível, fechamento de embaixadas, expulsão ou retirada de missões ou de pessoal diplomático.

### Sanções econômicas
São sanções que visam desestabilizar a economia de um país, por meio da restrição ou proibição total de realizar trocas comerciais com esse país. Eventualmente a proibição pode ser limitada a determinados setores, tais como armamentos, ou prever algumas exceções, como alimentos e medicamentos).
O think tank norte-americano Council on Foreign Relations define as sanções como "um meio-termo entre a diplomacia e a guerra, com menor custo e menor risco".  Algumas das medidas punitivas mais comuns incluem:
- Tarifas: sobretaxas sobre produtos importados, geralmente impostas para proteger os produtores nacionais.
- Cotas: limites na quantidade de mercadorias que podem ser importadas ou exportadas.
- Embargos: restrições ou interrupção do comércio com uma nação ou bloco de nações, incluindo incluir a limitação ou a proibição de viagens de indivíduos para e de determinadas nações.
- Barreiras não tarifárias: destinadas a tornar os produtos estrangeiros mais caros por meio do cumprimento de requisitos regulatórios onerosos.
- Apreensão ou congelamento de ativos: captura ou retenção de ativos financeiros de nações e cidadãos, ou impedimento da venda ou movimentação desses ativos.

Muitas vezes, as sanções econômicas estão relacionadas com tratados ou outros acordos diplomáticos entre nações e podem consistir na revogação de tratamento preferencial ou na imposição de cotas de importação contra um determinado país que não esteja cumprindo as regras de comércio acordadas.
As sanções também podem ser impostas para isolar uma nação por motivos políticos ou militares. Os Estados Unidos impuseram severas penalidades econômicas contra Cuba, Coreia do Norte, Irã, Venezuela, Rússia, Síria, entre outros países.

### Sanções militares
Sanções militares podem variar desde ataques militares, cuidadosamente orientados para degradar as capacidades de guerra convencional ou não convencional de uma nação, até formas menos agressivas, como um embargo de armas para cortar o fornecimento de armamentos ou de produtos de dupla utilização.

### Sanções desportivas
As sanções desportivas são utilizadas como uma forma de guerra psicológica contra o país visado, mediante o impedimento da participação de pessoas e equipes do país em eventos esportivos internacionais. O único caso em que foram utilizadas foi o da Iugoslávia entre 1992-1995, com aprovação do Conselho de Segurança das Nações Unidas, por meio da sua Resolução 757.
No Acordo de Gleneagles, aprovado pela Commonwealth em 1977, os países membros se comprometeram a desencorajar contato e concorrência entre os seus desportistas e as organizações desportivas, equipes ou indivíduos da África do Sul. No entanto, o acordo não era vinculativo e não teve efeitos práticos.

### Sanções contra indivíduos
O Conselho de Segurança das Nações Unidas pode implementar sanções contra líderes políticos ou indivíduos econômicos. Estas pessoas geralmente encontram formas de escapar da sua sanção devido a ligações políticas dentro de sua nação. 